# Котубано

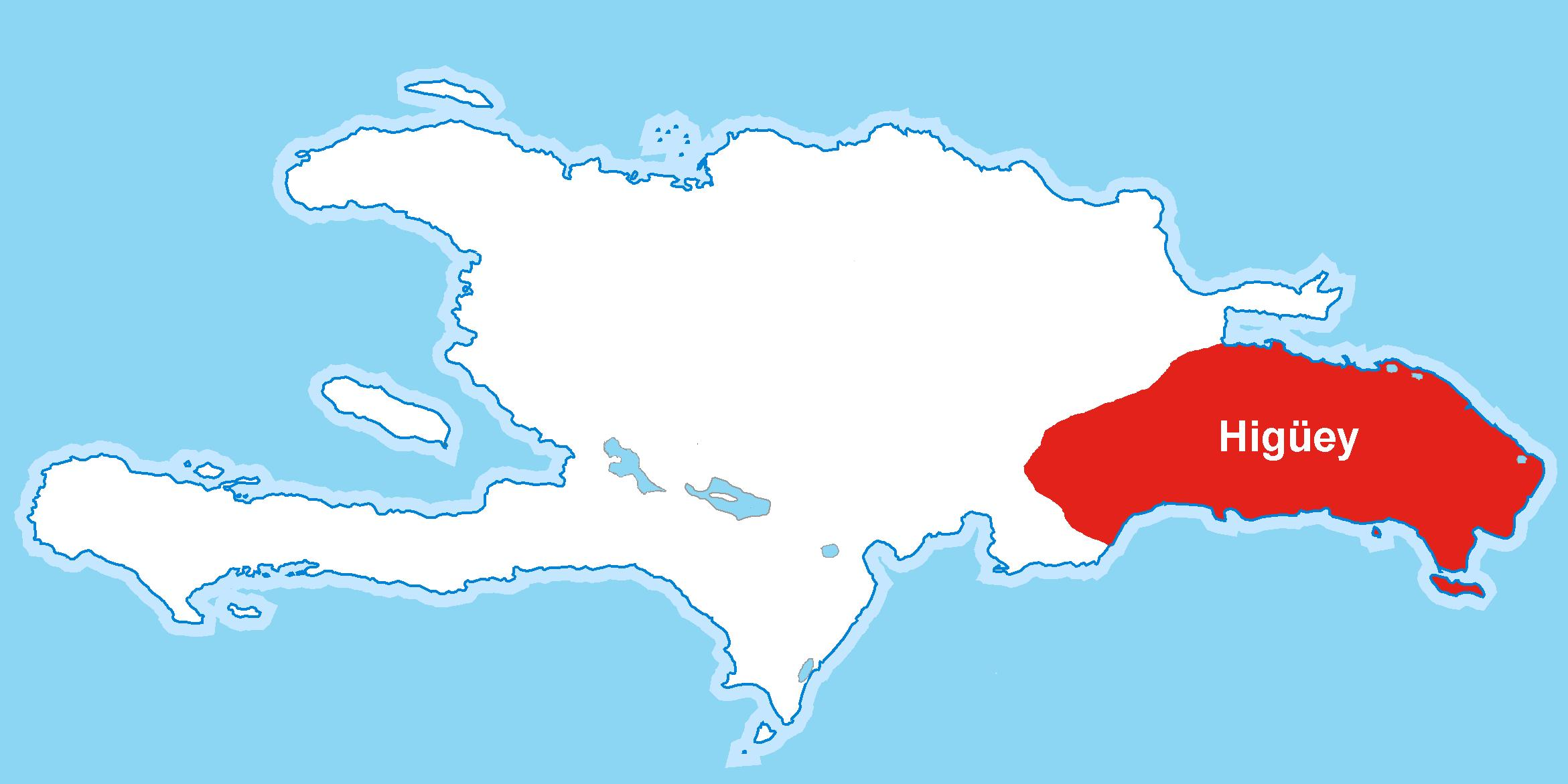
Область Игуэй на острове Гаити, где правил касик Котубано.

Котубано (Котубанама) (ум. 1503) — один из пяти верховных касиков (вождей) индейского племени таино на острове Эспаньола (Гаити). Правитель области Игуэй.
Игуэй в переводе с языка местных индейцев означает «место, где рождается солнце». Местные индейцы во главе с касиком Котубано были вооружены, как и карибы, луком и стрелами и более стойко сопротивлялись испанцам, чем многие другие индейцы острова.
Когда испанский губернатор Николас де Овандо получает известия, что гарнизон форта Игуэй перебит мятежными индейцами и спасся только один человек, он приказывает капитану Хуану де Эскивелю провести карательную экспедицию на востоке острова силами из 300—400 испанцев под командованием лейтенантов Хуана Понсе де Леона и Диего де Эскобара, а также вспомогательными отрядами отрядами из покоренных индейцев.
Историк Конкисты Бартоломе де Лас-Касас сообщает: 

они нашли там индейцев, готовых сражаться и защищать свою землю и свои поселения, но, увы, их возможности не соответствовали стремлениям; и поскольку все их войны напоминали детские игры, а щитом, который они выставляли навстречу стрелам и пулям, выпущенным испанцами из арбалетов и ружей, служил их собственный живот, и воевали они нагишом, а оружием их были только лук и неотравленные стрелы, да камни (там, где они имелись), то, конечно, индейцы не были в состоянии оказать серьезное сопротивление испанцам, чьим оружием было железо, чьи мечи разрубали индейца пополам и чьи мускулы и сердца были из стали, не говоря о всадниках, каждый из которых за один час мог убить 2 тысячи индейцев. И вот, после недолгого сопротивления в селениях, когда их отряды терпели поражение и число убитых росло, а остальные выбивались из сил и уже не могли устоять под градом стрел и пуль и выносить удары мечей в ближнем бою, вся их война сводилась к тому, что они бежали в леса и горы и прятались в зарослях. Когда же они ушли в горы, отряды испанцев отправились охотиться за ними и, застигнув их с женами и детьми, не зная никакой жалости, расправлялись с мужчинами и женщинами, детьми и стариками так, как режут и убивают ягнят на бойне. У испанцев, как уже было сказано, существовало правило в войнах с индейцами вести себя не так, как кому захочется, а проявлять невероятную, чудовищную жестокость, дабы индейцы никогда не переставали ощущать страх и горечь от той несчастной жизни, которую им приходилось вести из-за испанцев, и дабы они ни на минуту даже в мыслях не чувствовали себя людьми; и многим из тех, кого испанцы хватали, они отрезали обе руки и, привязав отрезанные конечности к плечам, говорили: «Ну, идите и снесите вашим женам эти письма», что означало «сообщите им о себе эти новости». На многих индейцах они пробовали остроту своих мечей и соревновались между собой, у кого меч самый острый или рука самая сильная, и разрубали человека надвое или одним ударом сносили ему голову с плеч и бились по этому поводу об заклад.
Испанская карательная экспедиция заняла около десяти месяцев, прежде, чем верховный вождь Котубано был схвачен и казнен, а эта территория была полностью зачищена испанцами. «Мятежный вождь Котубанама, чьи героическая отвага внушала ужас испанцам, увидев, что спасения нет, и воины его гибнут один за другим, бежал на остров Саону, расположенный близ побережья Игуэй. Там он скрывался несколько дней пока, несмотря на отчаянное сопротивление, его не захватили солдаты Хуана де Эскивиля». Раньше конкистадор Хуан де Эскивель был побратимом Котубано. Когда касика привезли в город Санто-Доминго, победитель, очевидно движимый воспоминанием о дружбе, просил сохранить ему жизнь. Но губернатор Николас де Овандо отдал приказ повесить его на площади.